# Egbert Koolman
Egbert Koolman (* 10. August 1938 in Weener; † 17. Juli 2015 in Oldenburg) war ein deutscher Bibliothekar und Historiker.

## Werdegang
Koolman studierte mittlere und neuere Geschichte, Deutsch und Niederländisch, zunächst an der Universität zu Köln, danach an der Georg-August-Universität Göttingen. Er wurde 1969 mit einer Arbeit zu Gemeinde und Amt. Untersuchungen zur Geschichte von gemeindlicher Selbstverwaltung und landesherrlicher Amtsverwaltung im südlichen Ostfriesland zum Dr. phil. promoviert. 1965 heiratete er Elke Wittern, mit der er zwei Kinder bekam. Koolman war Mitglied des VDSt Göttingen, Gründungsmitglied des VDSt Magdeburg und außerordentlicher Alter Herr des VDSt Bremen. Er war im Vorstand des Göttinger Altherrenbundes und seit 1970 Herausgeber der Göttinger VDSt-Nachrichten; 1984 veröffentlichte er die Vereinsgeschichte. Von 1992 bis 1996 gehörte er dem Verbandsvorstand des Verbandes der Vereine Deutscher Studenten (VVDSt) an. 1987 wurde er Vorsitzender der VDSter in Ostfriesland, Oldenburg und Bremen.
Seine Tätigkeit als studentische Hilfskraft in der Universitätsbibliothek war schließlich ausschlaggebend für seine spätere Berufswahl. Nach einer Zwischenstation an der Landesbibliothek und Murhardsche Bibliothek Kassel kam er 1974 als stellvertretender Leiter an die Landesbibliothek Oldenburg, deren Direktor er von 1988 bis 2003 war.
Als stellvertretender Bibliotheksleiter plante und organisierte er in den 1980er Jahren maßgeblich den Umzug der Landesbibliothek in das heutige Gebäude am Pferdemarkt. In seine Amtszeit als Direktor fallen die Rückkehr der berühmten Bilderhandschrift des Sachsenspiegels nach Oldenburg, wie auch der Beginn des Online-Verbundkatalogs der Oldenburger wissenschaftlichen Bibliotheken. Koolman verfasste zahlreiche Publikationen zur Bibliotheksgeschichte und Regionalgeschichte und arbeitete an der Oldenburgischen Bibliographie mit. Er war Mitglied der Historischen Kommission für Niedersachsen und Bremen, im Beirat und in der AG Regionalgeschichte der Oldenburgischen Landschaft sowie im Beirat des Oldenburger Landesvereins und Mitherausgeber der Oldenburger Forschungen (Neue Reihe). Egbert Koolman war Rechtsritter des Johanniterordens. Dabei verzeichnete er unter anderem das Archiv der Hannoverschen Genossenschaft des Johanniterordens. Dieses ist heute unter den Bedingungen des Niedersächsischen Archivgesetzes am Standort Hannover des Niedersächsischen Landesarchivs einzusehen.

## Auszeichnungen
Im Jahre 2005 wurde Egbert Koolman die Landschaftsmedaille der Oldenburgischen Landschaft verliehen, die für Verdienste um Kultur und Wissenschaft im Oldenburger Land vergeben wird.

## Schriften (Auswahl)
- Gemeinde und Amt. Untersuchungen zur Geschichte von gemeindlicher Selbstverwaltung und landesherrlicher Amtsverwaltung im südlichen Ostfriesland, phil. Diss., Göttingen 1969.
- (Hrsg.) Ludwig Emil Grimm: Briefe. 2 Bde., Elwert, Marburg 1985.
- Oldenburgische Bibliographie (16. Jh. - 1907) (= Veröffentlichungen der Historischen Kommission für Niedersachsen und Bremen, Bd. 30 a). Lax, Hildesheim 1987, ISBN 3-7848-2311-4.
- Bänkellieder und Jahrmarktdrucke (= Schriften der Landesbibliothek Oldenburg, Bd. 22). Holzberg, Oldenburg 1990, ISBN 3-87358-357-7.
- (Hrsg.): Ex Bibliotheca Oldenburgensi. Bibliothekarische Untersuchungen aus Anlaß des 200jährigen Bestehens der Landesbibliothek Oldenburg (= Schriften der Landesbibliothek Oldenburg, Bd. 26). Holzberg, Oldenburg 1992, ISBN 3-87358-380-1.
- (Hrsg.) Das Haus Oldenburg in Rußland. Isensee, Oldenburg 2000, ISBN 3-89598-715-8.
- gemeinsam mit Udo Elerd und Dieter Bangert Johanniter im Nordwesten: Zur Geschichte des Johanniterordens im nordwestlichen Niedersachsen (Veröffentlichungen des Stadtmuseums Oldenburg), Ausstellungskatalog, Isensee, Oldenburg 1999